# Priscah Jepleting Cherono
Priscah Jepleting Cherono, född den 27 juni 1980 är en kenyansk friidrottare som tävlar i medeldistanslöpning och terränglöpning.
Cheronos första mästerskapsfinal som senior var VM 2005 i Helsingfors då hon slutade på en sjunde plats på 5 000 meter. Under 2007 deltog hon vid VM i Osaka där hon blev bronsmedaljör på 5 000 meter på tiden 14.59,21. Samma år blev hon trea både på 3 000 meter och 5 000 meter vid IAAF World Athletics Final 2007 i Stuttgart. 
Under 2008 deltog hon vid Olympiska sommarspelen 2008 i Peking där hon tog sig vidare till finalen på 5 000 meter men slutade där först på en elfte plats.